# Escape Me
Singles de Tiësto featuring C.C. Sheffield
I Will Be Here
(2009) Feel It In My Bones
(2010)
Pistes de Kaleidoscope
Kaleidoscope You Are My Diamond
Escape Me est une chanson du disc jockey, compositeur et producteur néerlandais Tiësto, en collaboration avec C. C. Sheffield. Il s'agit du 2e single extrait de l'album Kaleidoscope : le titre sort le 21 novembre 2009.

## Clip vidéo
Le clip vidéo sort le 19 octobre 2009 sur le site de partage YouTube sur le compte du label de musique électronique Ultra Music. La vidéo a été visionnée 13 millions de fois, on y voit le DJ néerlandais et la chanteuse CC Sheffield dans une salle de concert.

## Formats et liste des pistes
Promo - CD-Single Musical Freedom
1. Escape Me (Radio Edit) -	3:34

Digital
1. Escape Me (Original Mix) - 4:18
2. Escape Me (Alex Gaudino & Jason Rooney Remix) - 7:55
3. Escape Me (L.A. Riots Remix) - 6:50
4. Escape Me (Avicii's Remix At Night) - 7:48
5. Escape Me (Marcel Woods Remix) - 6:52

## Classement
| Classement (2012)             | Meilleure position |
| ----------------------------- | ------------------ |
| Pays-Bas (Nederlandse Top 40) | 52                 |